# Agencia de Trenes y Transporte Público Integrado
La Agencia de Trenes y Transporte Público Integrado (ATTRAPI) es un organismo público descentralizado del gobierno mexicano que se encarga de la regulación, promoción, construcción y supervisión del transporte ferroviario y su integración con otros modelos de transporte público. Es dependencia de la Secretaría de Infraestructura, Comunicaciones y Transportes (SICT). Fue presentada por la presidenta Claudia Sheinbaum el 9 de julio de 2025, como parte del Programa Nacional Ferroviario en México de 2018 a 2050.

## Historia

### Antecedentes
Los inicios del ferrocarril en México se remontan a 1837, por el decreto del presidente Anastasio Bustamante que otorgó la primera concesión a Francisco de Arrillaga para la construcción de la línea férrea de Veracruz a la Ciudad de México, sin embargo, el ferrocarril no se dio proceso de la construcción debido a la muerte del comerciante Arrillaga tres años después.

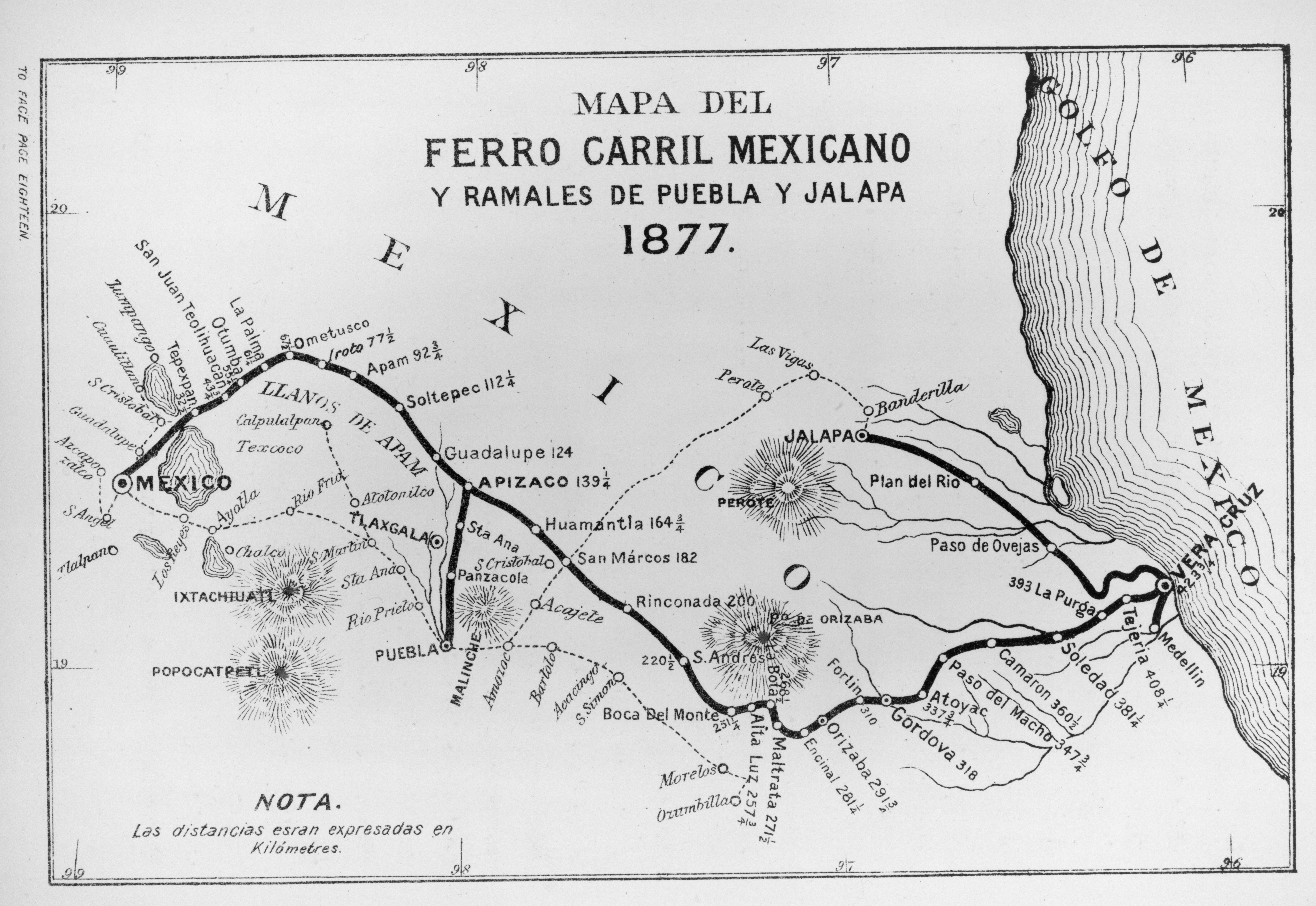
Mapa de México con la primera línea de ferrocarril entre Veracruz y Ciudad de México.

En el gobierno de Antonio López de Santa Anna en 1842 impuso a los acreedores sobre la construcción de la carretera de Perote a Veracruz y la obligación de construir un ferrocarril que partiera de la ciudad de Veracruz hasta el río de San Juan,  sin embargo aunque la infraestructura ferroviaria significativa en su gobierno, no se materializó hasta después de su mandato. Aunque se concedieron los  permisos de obra, la construcción real de los ferrocarriles en México avanzó lentamente durante la época de Santa Anna tras los conflictos de la Intervención estadounidense en el país. Se lograron avances en la construcción de un tramo de 11.5 kilómetros entre Veracruz y El Molino y fue inaugurado en 1850. 
En las epocas del Segundo Imperio mexicano y la República Restaurada, en el gobierno de Maximiliano de Habsburgo (Maximiliano de México) en su imperio dió concesiones privadas otorgadas por su mandato, impulsando la construcción del primer ferrocarril Mexicano, aunque con avances fueron limitados tras los conflictos de la Segunda Intervención Francesa. Tiempo despues, en los gobiernos de  Benito Juárez y Sebastián Lerdo de Tejada impulsó la construcción del primer Ferrocarril  Mexicano que conectó la Ciudad de México con el Puerto de Veracruz, marcando un hito en el desarrollo, no solo modernizó el transporte en el pais, sino que también simbolizó la consolidación de la República tras las afectaciones con los conflictos de la Guerra de Reforma y la Segunda Intervención francesa.

#### Ferrocarriles Nacionales de México

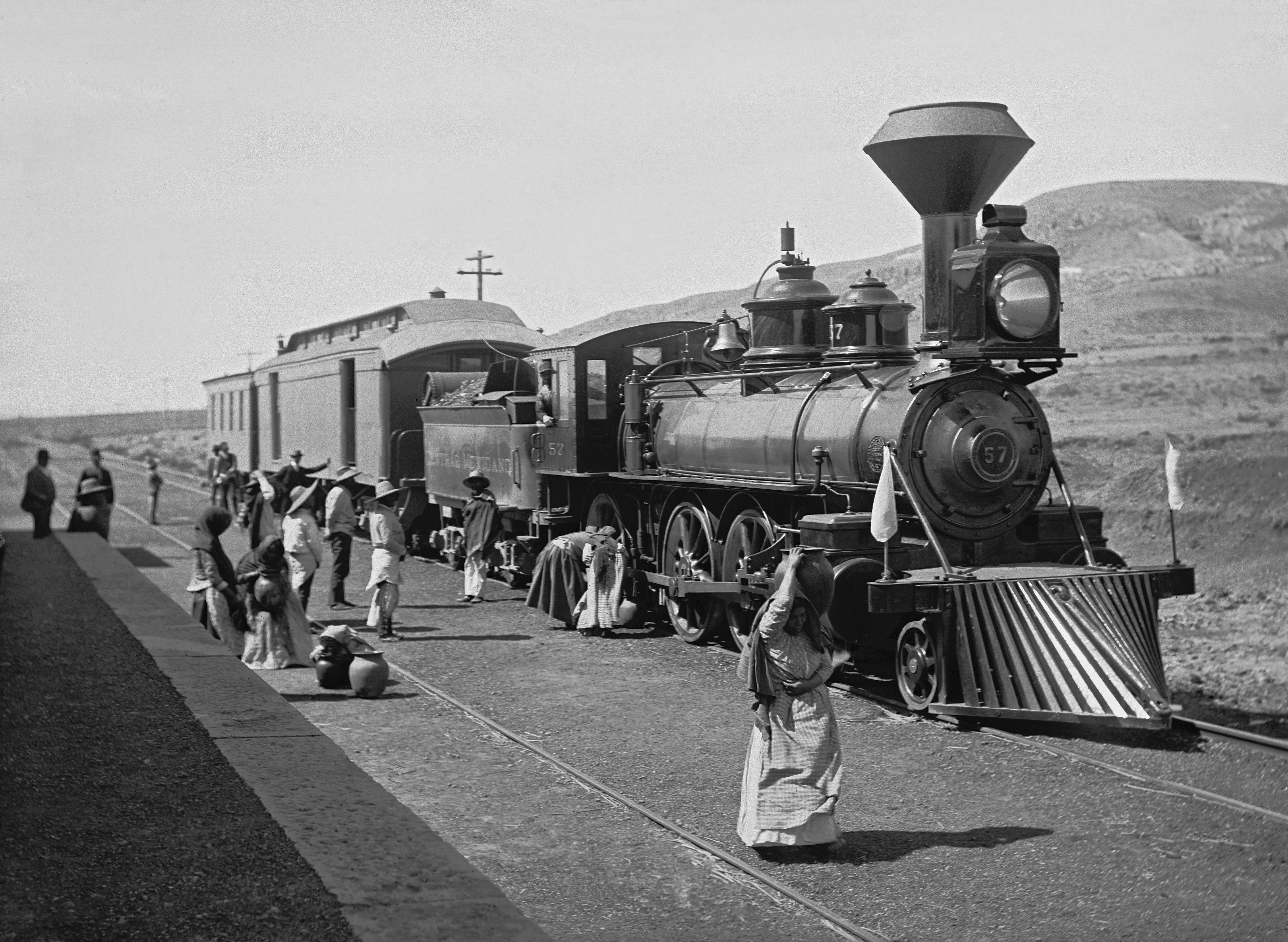
Tren a vapor del Ferrocarril Central mexicano entre 1884-1897

En la epoca Porfirista el sistema ferroviario se convirtió un símbolo de modernización y progreso en México. La extensión de la red ferroviaria fue uno de los proyectos más ambiciosos de Porfirio Diaz, conectando diferentes regiones del país, impulsando el comercio, facilitando el transporte de personas y mercancías. En 1903 se crea la empresa Ferrocarriles Nacionales de México que operaba las líneas de ferrocarriles de carga y de pasajeros, constituyendo la primera nacionalización de los ferrocarriles por su valor estratégico.
En 1910 en la Revolución mexicana, las líneas del ferrocarril fueron tomadas a manos en diferentes grupos que combatieron en la división norte y sur de México. Fue elemento crucial para la movilización de tropas, transporte de suministros y comunicación, tanto para los revolucionarios como para el gobierno Porfirista y la dictadura Huertista hasta la epoca del México Posrevolucionario en 1937, dejando daños a la infraestructura ferroviaria, afectando la capacidad de transporte y la eficiencia del sistema, aumentando los tiempos de traslado.

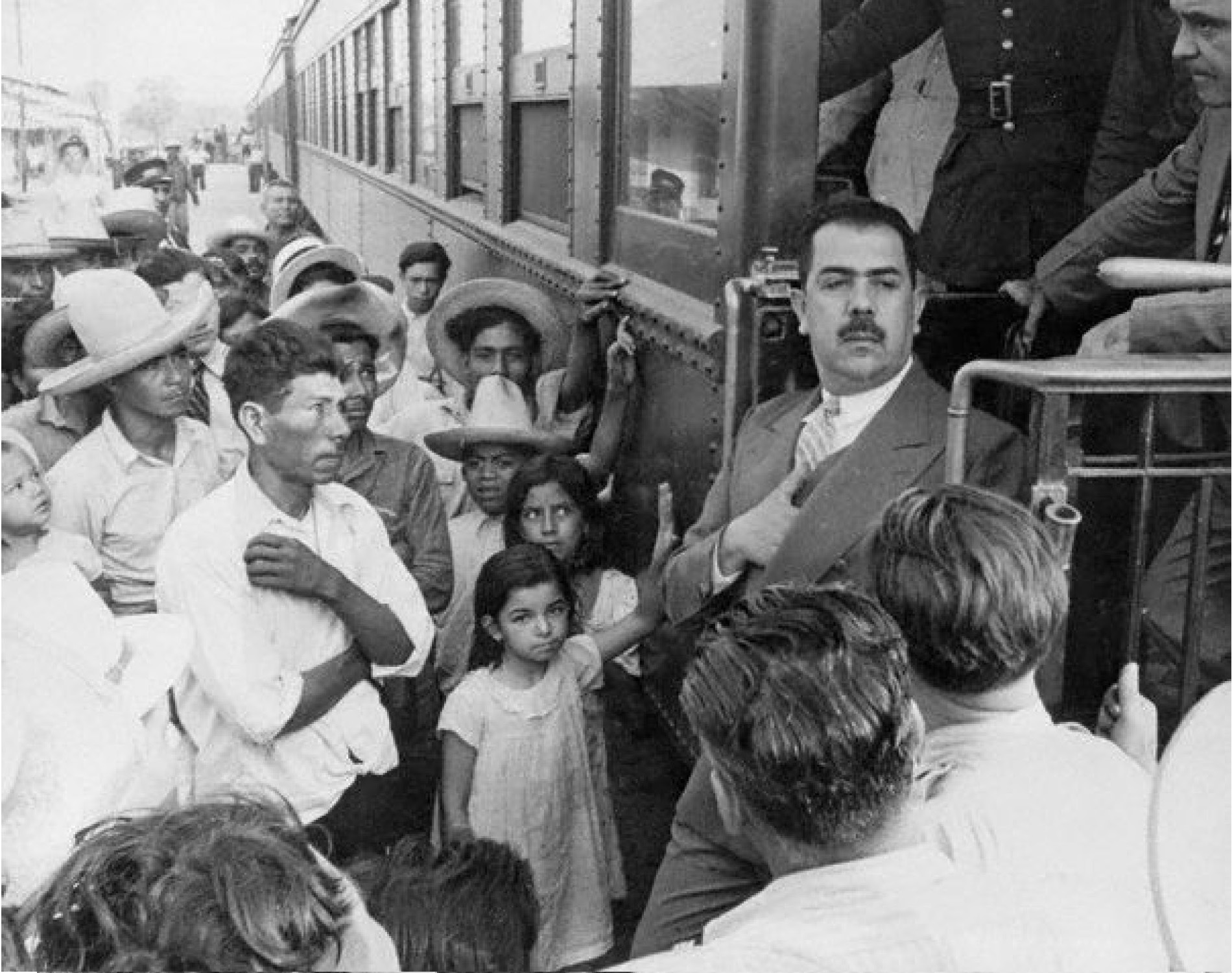
Nacionalización de ferrocarriles extranjeros por el presidente Lázaro Cárdenas en 1937

El 23 de junio de 1937 en el gobierno de Lázaro Cárdenas con la empresa Ferrocarriles Nacionales de México se nacionalizaron toda las líneas del ferrocarril en el país. Durante 1940 a 1980 se construyeron más ramales en el pais y las líneas ya existentes, locomotoras y vagones de pasajeros del ferrocarril fueron modernizadas, cambiando a las maquinas de vapor a Diésel, sustituyendo los durmientes de madera a Hormigón (se buscó homologar el ancho de vía con el estándar internacional (1,435 mm)) y se modernizo los asientos de los vagones de pasajeros que sean más comodos.
En 1994 fue inaugura el primer tren eléctrico nacional en México, en su tramo México-Querétaro, sin embargo el servicio solo duró hasta 1996 con malos resultados, las locomotoras eléctricas no podían circular a plena velocidad en diferentes tramos, ya que debían compartir las vías doble eléctricos con el sistema de tren diésel, lo cual se aumentaba los tiempos de traslado desde la ciudad de México y viceversa.

### Privatización

Locomotora en tren de pasajeros en la Estación Buenavista

en 1995 el ex-presidente Ernesto Zedillo anunció la privatización de la empresa Ferrocarriles Nacionales de México y otras líneas del ferrocarril en México, dando en consecuencia la finalización del servició de trenes de pasajeros en el pais y la desaparición de Ferrocarriles Nacionales en 2001.
Las líneas que operaban la empresa, fueron tomadas por las empresas Kansas City Southern de México y Ferromex, usando las líneas para el servicio del tren de cargá de todo el pais.

### Reanudación
Despues de la privatización, existía la Agencia Reguladora del Transporte Ferroviario (ARTF), que fue un órgano con dependencia de la Secretaría de Infraestructura, Comunicaciones y Transportes (SICT), con funciones de regulación y supervisión a las empresas privadas que operaba las líneas concesionadas hasta su desaparición en 2025.
Entre 2023 a 2025 recientes reformas a la Ley del Servicio Ferroviario y otras leyes relacionadas, otorgan mayor control al estado en la materia, establecen la necesidad y la creación de una agencia especializada para el servició de pasajeros y de cargá.
El 9 de julio de 2025 en la mañanera de la presidenta Claudia Sheinbaum con el secretario de la Agencia Reguladora de Transporte Ferroviario (ARTF) Andrés Lajous Loaeza, anunciaron el arranque de la primera fase de la construcción de las líneas ferroviarias de pasajeros, así la creación de la Agencia de Trenes y Transporte Público Integrado (ATTRAPI), siendo la agencia la responsable de la construcción y operación de los trenes de pasajeros y de cargá.
La empresa seguira operando como las empresas de Ferrocarriles Nacionales de México (FNM) y la Agencia Reguladora de Transporte Ferroviario (ARTF).